# Defensa mexicana
|       |       |       |       |       |       |       |       |       |  |
|       | a8 rd | b8 __ | c8 bd | d8 qd | e8 kd | f8 bd | g8 __ | h8 rd |  |
| a7 pd | b7 pd | c7 pd | d7 pd | e7 pd | f7 pd | g7 pd | h7 pd |       |  |
| a6 __ | b6 __ | c6 nd | d6 __ | e6 __ | f6 nd | g6 __ | h6 __ |       |  |
| a5 __ | b5 __ | c5 __ | d5 __ | e5 __ | f5 __ | g5 __ | h5 __ |       |  |
| a4 __ | b4 __ | c4 pl | d4 pl | e4 __ | f4 __ | g4 __ | h4 __ |       |  |
| a3 __ | b3 __ | c3 __ | d3 __ | e3 __ | f3 __ | g3 __ | h3 __ |       |  |
| a2 pl | b2 pl | c2 __ | d2 __ | e2 pl | f2 pl | g2 pl | h2 pl |       |  |
| a1 rl | b1 nl | c1 bl | d1 ql | e1 kl | f1 bl | g1 nl | h1 rl |       |  |
|       |       |       |       |       |       |       |       |       |  |

La defensa mexicana (ECO A-50), también conocida como defensa tango de los dos caballos, defensa tango o defensa Kevitz-Trajkovic, es una apertura semicerrada de ajedrez y consiste en los movimientos 1.d4 Cf6 2.c4 Cc6!?
Se puede llegar a esta posición por transposición, ya sea 1.c4 Cf6, 2.d4 Cc6, 1.c4 Cc6 2.d4 Cf6 o 1.d4 Cc6 2.c4 Cf6.

## Historia
La defensa mexicana fue puesta en escena por el GM mexicano Carlos Torre Repetto en el Gran Torneo de Baden-Baden de 1925 en una partida contra Friedrich Sämisch. Torre también la usó para derrotar al entonces campeón estadounidense de ajedrez Frank James Marshall en solo siete movimientos, y más tarde fue utilizada por el maestro estadounidense Alexander Kevitz (el «Kevitz» en defensa Kevitz-Trajkovic). Posteriormente fue usada por el maestro yugoslavo Mihailo Trajkovic y el gran maestro soviético Anatoli Lutikov.
Después de décadas de oscuridad, la apertura fue revitalizada por el Maestro Internacional Georgi Orlov, quien publicó un folleto y un libro al respecto en 1992 y 1998, respectivamente. Orlov rebautizó la apertura como Black Knights' Tango (en español 'tango de los caballeros negros'), traducida de manera no exacta al español como defensa tango de los dos caballos.
Desde 1992, la apertura ha sido empleada por varios grandes maestros, incluidos Victor Bologan, Joel Benjamin, Larry Christiansen y Alex Yermolinsky. Yermolinsky incluso lo ha aventurado contra Garri Kaspárov.

## Estrategia
Esta defensa está englobada dentro de los sistemas indios -defensas que frente a 1.d4 responden Cf6- y su estrategia original consiste en debilitar la estructura de peones del flanco de Dama de las blancas (d4 a 3.d5), siguiendo una lógica en parte similar a la de la defensa Alekhine. 
La estrategia adoptada por las blancas para combatir a la defensa mexicana consiste en jugar de un modo restringido para alcanzar la ventaja de salida, y de paso trasponer a alguna otra apertura más conocida como por ejemplo la defensa india de rey.

## Líneas principales
1.d4 Cf6 2.c4 Cc6
3.Cf3!!
3.(...) e6
4.Cc3
4.(...) Ab4 5. e3 d6 defensa india antigua (trasposición)
4.(...) d5 5. Ag5 Ae7
3.Cc3!
3.d5?! variante clásica
3.(...) Ce5
4.e4 línea principal
4.(...) Cxe4?? 5.Dd4!!

### 3.Cf3
|       |       |       |       |       |       |       |       |       |  |
|       | a8 rd | b8    | c8 bd | d8 qd | e8 kd | f8 bd | g8    | h8 rd |  |
| a7 pd | b7 pd | c7 pd | d7 pd | e7 pd | f7 pd | g7 pd | h7 pd |       |  |
| a6    | b6    | c6 nd | d6    | e6    | f6 nd | g6    | h6    |       |  |
| a5    | b5    | c5    | d5    | e5    | f5    | g5    | h5    |       |  |
| a4    | b4    | c4 pl | d4 pl | e4    | f4    | g4    | h4    |       |  |
| a3    | b3    | c3    | d3    | e3    | f3 nl | g3    | h3    |       |  |
| a2 pl | b2 pl | c2    | d2    | e2 pl | f2 pl | g2 pl | h2 pl |       |  |
| a1 rl | b1 nl | c1 bl | d1 ql | e1 kl | f1 bl | g1    | h1 rl |       |  |
|       |       |       |       |       |       |       |       |       |  |

3.Cf3 es considerada como la mejor respuesta a la defensa mexicana, ya que se previene 3.(...) e5. Las negras usualmente responden con 3.(...) e6, aunque también es posible 3.(...) d6, trasponiendo a una defensa india antigua.

### 3.Cc3
|       |       |       |       |       |       |       |       |       |  |
|       | a8 rd | b8    | c8 bd | d8 qd | e8 kd | f8 bd | g8    | h8 rd |  |
| a7 pd | b7 pd | c7 pd | d7 pd | e7 pd | f7 pd | g7 pd | h7 pd |       |  |
| a6    | b6    | c6 nd | d6    | e6    | f6 nd | g6    | h6    |       |  |
| a5    | b5    | c5    | d5    | e5    | f5    | g5    | h5    |       |  |
| a4    | b4    | c4 pl | d4 pl | e4    | f4    | g4    | h4    |       |  |
| a3    | b3    | c3 nl | d3    | e3    | f3    | g3    | h3    |       |  |
| a2 pl | b2 pl | c2    | d2    | e2 pl | f2 pl | g2 pl | h2 pl |       |  |
| a1 rl | b1    | c1 bl | d1 ql | e1 kl | f1 bl | g1 nl | h1 rl |       |  |
|       |       |       |       |       |       |       |       |       |  |

3.Cc3 es considerada como una buena respuesta frente a la defensa mexicana.

### 3.d5
|       |       |       |       |       |       |       |       |       |  |
|       | a8 rd | b8    | c8 bd | d8 qd | e8 kd | f8 bd | g8    | h8 rd |  |
| a7 pd | b7 pd | c7 pd | d7 pd | e7 pd | f7 pd | g7 pd | h7 pd |       |  |
| a6    | b6    | c6 nd | d6    | e6    | f6 nd | g6    | h6    |       |  |
| a5    | b5    | c5    | d5 pl | e5    | f5    | g5    | h5    |       |  |
| a4    | b4    | c4 pl | d4    | e4    | f4    | g4    | h4    |       |  |
| a3    | b3    | c3    | d3    | e3    | f3    | g3    | h3    |       |  |
| a2 pl | b2 pl | c2    | d2    | e2 pl | f2 pl | g2 pl | h2 pl |       |  |
| a1 rl | b1 nl | c1 bl | d1 ql | e1 kl | f1 bl | g1 nl | h1 rl |       |  |
|       |       |       |       |       |       |       |       |       |  |

3.d5 es la variante clásica y es la que le da la categoría de apertura irregular a la defensa mexicana. Actualmente su uso en los torneos ha sido abandonada debido a que debilita la estructura de peones y el centro de las blancas. El jugador de blancas que desee entrar en esta variante debe ser consciente de que le entrega a las negras ventaja posicional, y que debe jugar líneas agudas si desea ganar o empatar la partida.

## Partidas notables
- Friedrich Samich contra Carlos Torre Repetto, Baden-Baden, 1925, 1/2-1/2[1]
- Frank James Marshall contra Carlos Torre Repetto, Baden-Baden, 1925, 0-1[2]
- James T. Sherwin contra Alexander Kevitz, 54th US Open, 1953, 1-0[3]
- Jindrich Trapl contra Anatoli Lutikov, 6th Allied Armies-ch, 1969, 0-1[4]
- Wolfgang Uhlmann contra Anatoli Lutikov, Sarajevo, 1969, 1/2-1/2[5]
- Michal Vladimirovich Krasenkow contra Georgi Orlov, URS-ch otbor, 1986, 1/2-1/2[9]
- Boris Kantsler contra Georgi Orlov, Podolsk GMA-qual, 1989, 1-0[10]
- Florentino Inumerable contra Georgi Orlov, Chicago, 1991, 1-0[11]
- H. Spiller contra Georgi Orlov, 92nd US Open, 1991, 0-1[12]
- Loek van Wely contra Georgi Orlov, 20th World Open, 1992, 1-0[13]
- Tibor Weinberger contra Georgi Orlov, National Open, 1993, 0-1[14]
- Jonathan Speelman contra Georgi Orlov, 1994, 1-0[15]
- Jean Hebert contra Georgi Orlov, 22nd World Open, 1994, 1/2-1/2[16]
- Emory Tate contra Georgi Orlov, Mid America Class op, 1995, 1-0[17]
- Garri Kaspárov contra Alex Yermolinsky, Olimpiadas 1996, 1-0[7]
- Jim Ferguson contra Georgi Orlov, 26th Keres Mem, 2001, 0-1[18]
- Kevin Gentes contra Georgi Orlov, 26th Keres Mem, 2001, 1/2-1/2[19]
- Ivan Sokolov contra Vladimir Petkov, European Team Championship, 2013, 1-0[20]
- A. R. Saleh Salem contra Daniel Hausrath, World Rapid Championship, 2015, 1-0[21]
- Michael William Brown contra Georgi Orlov, PRO Chess League (Pacific), 2017, 1-0[22]
- John Bartholomew contra Georgi Orlov, Pro Chess League, 2018, 1-0[23]